# Autocenzura

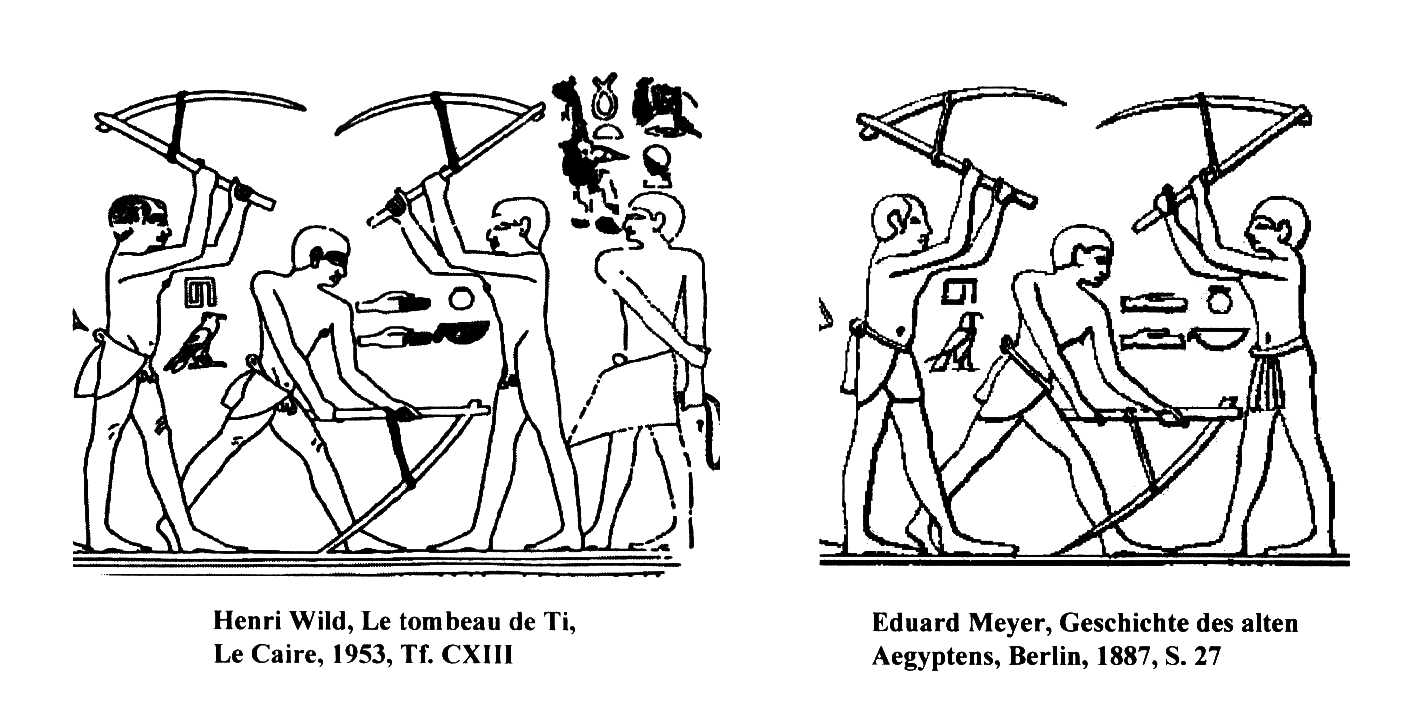
Původní (vlevo) a autorem cenzurované dílo v knize z 19. století

Autocenzura je cenzura, kterou provádí sám autor projevu nebo textu. Autocenzurovaná mohou být různá díla (knihy, filmy, divadelní hry, …) nebo slovo obecně (blogy, diskuzní příspěvky, řečnická vystoupení) v různých prostředích (na internetu, v tisku nebo v televizi, …). Nejčastější důvod pro autocenzuru je pravděpodobně strach z postihu kvůli danému systému v zemi (u nesvobodných režimů), autocenzuru může ale dílo podstoupit i z podvolení se různým orgánům schvalujícím např. mravní ohrožení dětí, certifikace her a filmů, apod. (tedy změny sledující komerční cíle jako maximální tržby z prodeje díla), o autocenzuře můžeme mluvit i tak banálních činnostech jako zmírnění a přizpůsobení vlastního názoru u mluveného slova v závislosti na tom, s kým je dialog veden.
Jedná se o vědomý proces korigovat svou práci, která může být považována za kontroverzní, obscénní nebo vulgární, případně se liší od stávajícího většinového názoru společnosti, konvence nebo přesvědčení. Autocenzura je častá vzhledem k potřebě společenského uznání tvůrců za jejich uměleckou nebo odbornou činnost. Bývá spojena s očekáváním výhod nebo uznání nebo vyhnutím se kritice či polemice tím, že se obsah práce stává přijatelným pro sociální prostředí, ve kterém tvůrce žije. Vyskytuje se ve svobodných i nesvobodných režimech a společnostech.
Za autocenzuru se dá považovat i vyhotovení „mírnější verze“ díla (např. s méně vulgárními výrazy) u filmu určeného do různých regionů a zemí, pro každé z nichž dostává hodnocení věkových skupin, pro něž je vhodný. Jiný příklad autocenzury je stand-up komik, který ve svém gagu, v němž normálně používá sprosté výrazivo, použije mírnější slova, když s ním vystupuje ve vybranější společnosti nebo do televize před 22. hodinou.
Autocenzura může být považována za kontroverzní téma, neboť na jednu stranu nedovolí ukázat autorovo dílo v původním zamýšleném obsahu; argumentem proti může být to, že alternativou neautocenzurovaného díla je dílo nevydané nebo nerealizované.

## Současnost
O tom, že se v současnosti u novinářů vyskytuje autocenzura mluví například Jaromír Štětina, Jiří X. Doležal, či Ondřej Neff.